# سیارک ۲۷۱۴۱
سیارک ۲۷۱۴۱ (به انگلیسی: 27141 Krystleleung، نامگذاری:1998XT52)۲۷۱۴۱مین سیارک کشف شده‌است که در ۱۴ دسامبر ۱۹۹۸ کشف شد.